# René Enders
René Enders (født 13. februar 1987) er en tysk cykelrytter som har specialiseret sig i banecykling. Han repræsenterede Tyskland under Sommer-OL 2012 i London, hvor han vandt bronze i holdsprint. 